# A Ferencvárosi TC 1953-as szezonja
A Ferencvárosi TC 1953-as szezonja szócikk a Ferencvárosi TC első számú férfi labdarúgócsapatának egy szezonjáról szól, mely összességében és sorozatban is az 51. idénye volt a csapatnak a magyar első osztályban. A klub fennállásának ekkor volt az 54. évfordulója. Ebben a szezonban is Bp. Kinizsi néven szerepeltek.

## Mérkőzések
| Színmagyarázat | Színmagyarázat |
| -------------- | -------------- |
|                | Győzelem.      |
|                | Döntetlen.     |
|                | Vereség.       |

### NB 1 1953

#### Tavaszi fordulók
| 1. forduló 1953. március 15. |

| Bp. Kinizsi                         | 5 – 2               | Szombathelyi Lokomotív       |
| ----------------------------------- | ------------------- | ---------------------------- |
| Mátrai 27' 34' 57' 68' Mészáros 36' | (3 – 1) Jegyzőkönyv | Czigony 6' Tarr 88' Papp 52′ |

| Üllői út, Budapest Nézőszám: 30 000 Játékvezető: Dorogi Andor (magyar) |

| 2. forduló 1953. március 22. |

| Szegedi Honvéd | 0 – 1               | Bp. Kinizsi |
| -------------- | ------------------- | ----------- |
|                | (0 – 0) Jegyzőkönyv | Kertész 80' |

| Szeged Nézőszám: 15 000 Játékvezető: Foór György (magyar) |

| 3. forduló 1953. március 25. |

| Budapesti Honvéd                 | 5 – 1               | Bp. Kinizsi  |
| -------------------------------- | ------------------- | ------------ |
| Puskás 1' 55' 57' 79' Kocsis 83' | (1 – 0) Jegyzőkönyv | Fenyvesi 90' |

| Népliget, Budapest Nézőszám: 25 000 Játékvezető: Szigeti György (magyar) |

| 4. forduló 1953. március 29. |

| Bp. Kinizsi | 1 – 1               | Bp. Postás |
| ----------- | ------------------- | ---------- |
| Mátrai 89'  | (0 – 1) Jegyzőkönyv | Raduly 35' |

| Üllői út, Budapest Nézőszám: 17 000 Játékvezető: Zsolt István (magyar) |

| 5. forduló 1953. április 5. |

| Bp. Kinizsi | 1 – 3               | Győri Vasas                                |
| ----------- | ------------------- | ------------------------------------------ |
| Mátrai 28'  | (1 – 0) Jegyzőkönyv | Kispéter 57' (öngól) Hegedűs 60' Pálfy 79' |

| Üllői út, Budapest Nézőszám: 18 000 Játékvezető: Bokor István (magyar) |

| 6. forduló 1953. április 12. |

| Bp. Kinizsi                                | 3 – 5               | Bp. Dózsa                            |
| ------------------------------------------ | ------------------- | ------------------------------------ |
| Fenyvesi 23' Balogh 58' (öngól) Mátrai 90' | (1 – 5) Jegyzőkönyv | Deák 8' 30' Szusza 28' 38' Samus 40' |

| Üllői út, Budapest Nézőszám: 35 000 Játékvezető: Dankó György (magyar) |

| 7. forduló 1953. április 19. |

| SORTEX | 0 – 1               | Bp. Kinizsi  |
| ------ | ------------------- | ------------ |
|        | (0 – 1) Jegyzőkönyv | Csoknyai 40' |

| Budapest Nézőszám: 8 000 Játékvezető: Kamarás Árpád (magyar) |

| 8. forduló 1953. május 2. |

| Bp. Kinizsi | 0 – 0               | Salgótarjáni BTC |
| ----------- | ------------------- | ---------------- |
|             | (0 – 0) Jegyzőkönyv |                  |

| Üllői út, Budapest Nézőszám: 35 000 Játékvezető: Safir Sándor (magyar) |

| 9. forduló 1953. május 10. |

| Csepeli Vasas | 0 – 0               | Bp. Kinizsi |
| ------------- | ------------------- | ----------- |
|               | (0 – 0) Jegyzőkönyv |             |

| Béke téri stadion, Budapest Nézőszám: 5 000 Játékvezető: Dorogi Andor (magyar) |

| 10. forduló 1953. május 16. |

| Bp. Kinizsi          | 2 – 0               | Sztálin Vasmű Építők |
| -------------------- | ------------------- | -------------------- |
| Orosz 17' Mátrai 68' | (1 – 0) Jegyzőkönyv |                      |

| Üllői út, Budapest Nézőszám: 18 000 Játékvezető: Hernádi Vilmos (magyar) |

| 11. forduló 1953. május 31. |

| Dorogi Bányász | 0 – 1               | Bp. Kinizsi |
| -------------- | ------------------- | ----------- |
|                | (0 – 0) Jegyzőkönyv | Mátrai 65'  |

| Bányász stadion, Dorog Nézőszám: 5 000 Játékvezető: Harangozó Sándor (magyar) |

| 12. forduló 1953. június 7. |

| Bp. Kinizsi | 1 – 2               | Bp. Bástya                 |
| ----------- | ------------------- | -------------------------- |
| Mátrai 51'  | (0 – 0) Jegyzőkönyv | Kis Szolnok 63' Sándor 72' |

| Üllői út, Budapest Nézőszám: 37 000 Játékvezető: Dankó György (magyar) |

| 13. forduló 1953. június 13. |

| Vasas      | 1 – 2               | Bp. Kinizsi    |
| ---------- | ------------------- | -------------- |
| Csordás 9' | (1 – 0) Jegyzőkönyv | Mátrai 54' 82' |

| Megyeri út, Budapest Nézőszám: 25 000 Játékvezető: Zsolt István (magyar) |

#### Őszi fordulók
| 14. forduló 1953. augusztus 23. |

| Bp. Kinizsi | 0 – 1               | Vasas        |
| ----------- | ------------------- | ------------ |
|             | (0 – 0) Jegyzőkönyv | Bundzsák 70' |

| Üllői út, Budapest Nézőszám: 35 000 Játékvezető: Pósa János (magyar) |

| 15. forduló 1953. augusztus 30. |

| Bp. Vörös Lobogó                   | 2 – 0               | Bp. Kinizsi |
| ---------------------------------- | ------------------- | ----------- |
| Kovács I 52' Lantos 89' (11-esből) | (0 – 0) Jegyzőkönyv |             |

| Népstadion, Budapest Nézőszám: 60 000 Játékvezető: Balla Károly (magyar) |

| 16. forduló 1953. szeptember 6. |

| Bp. Kinizsi  | 1 – 0               | Dorogi Bányász |
| ------------ | ------------------- | -------------- |
| Csoknyai 33' | (1 – 0) Jegyzőkönyv |                |

| Üllői út, Budapest Nézőszám: 30 000 Játékvezető: Harangozó Sándor (magyar) |

| 17. forduló 1953. szeptember 13. |

| Sztálin Vasmű Építők | 0 – 1               | Bp. Kinizsi |
| -------------------- | ------------------- | ----------- |
|                      | (0 – 1) Jegyzőkönyv | Mátrai 9'   |

| Sztálinváros Nézőszám: 3 500 Játékvezető: Dankó György (magyar) |

| 18. forduló 1953. szeptember 19. |

| Bp. Kinizsi                     | 3 – 3               | Csepeli Vasas                  |
| ------------------------------- | ------------------- | ------------------------------ |
| Hári 13' Fenyvesi 21' Rudas 71' | (2 – 1) Jegyzőkönyv | Lovász 4' Tóth 64' Bártfai 73' |

| Népstadion, Budapest Nézőszám: 50 000 Játékvezető: Dorogi Andor (magyar) |

| 19. forduló 1953. szeptember 27. |

| Salgótarjáni BTC | 1 – 1               | Bp. Kinizsi |
| ---------------- | ------------------- | ----------- |
| Bablena 30'      | (1 – 1) Jegyzőkönyv | Mátrai 2'   |

| Salgótarján Nézőszám: 6 000 Játékvezető: Hernádi Vilmos (magyar) |

| 20. forduló 1953. október 18. |

| Bp. Kinizsi                           | 3 – 1               | SORTEX      |
| ------------------------------------- | ------------------- | ----------- |
| Csoknyai 7' Mészáros 59' Fenyvesi 83' | (1 – 1) Jegyzőkönyv | Zsámboki 8' |

| Üllői út, Budapest Nézőszám: 32 000 Játékvezető: Balla Károly (magyar) |

| 21. forduló 1953. november 1. |

| Bp. Postás                          | 3 – 4               | Bp. Kinizsi                     |
| ----------------------------------- | ------------------- | ------------------------------- |
| Raduly 2' 86' Bene 62' Villányi 75′ | (1 – 3) Jegyzőkönyv | Mátrai 20' 44' 79' Fenyvesi 38' |

| Népstadion, Budapest Nézőszám: 24 000 Játékvezető: Kamarás Árpád (magyar) |

| 22. forduló 1953. november 7. |

| Győri Vasas | 0 – 0               | Bp. Kinizsi |
| ----------- | ------------------- | ----------- |
|             | (0 – 0) Jegyzőkönyv |             |

| Győr Nézőszám: 5 000 Játékvezető: Sipos Szilárd (magyar) |

| 23. forduló 1953. november 14. |

| Bp. Dózsa | 1 – 1               | Bp. Kinizsi  |
| --------- | ------------------- | ------------ |
| Tóth 75'  | (0 – 1) Jegyzőkönyv | Fenyvesi 41' |

| Megyeri út, Budapest Nézőszám: 30 000 Játékvezető: Hernádi Vilmos (magyar) |

| 24. forduló 1953. november 22. |

| Bp. Kinizsi                          | 4 – 0               | Szegedi Honvéd |
| ------------------------------------ | ------------------- | -------------- |
| Orosz 11' 40' Fenyvesi 9' Mátrai 89' | (3 – 0) Jegyzőkönyv | Machos 77′     |

| Üllői út, Budapest Nézőszám: 28 000 Játékvezető: Angyal Károly (magyar) |

| 25. forduló 1953. december 6. |

| Bp. Kinizsi | 0 – 0               | Budapesti Honvéd |
| ----------- | ------------------- | ---------------- |
|             | (0 – 0) Jegyzőkönyv |                  |

| Üllői út, Budapest Nézőszám: 38 000 Játékvezető: Dankó György (magyar) |

| 26. forduló 1953. december 13. |

| Szombathelyi Lokomotív | 1 – 0               | Bp. Kinizsi |
| ---------------------- | ------------------- | ----------- |
| Papp 41'               | (1 – 0) Jegyzőkönyv |             |

| Rohonci úti stadion, Szombathely Nézőszám: 8 000 Játékvezető: Bihari Sándor (magyar) |

#### Végeredmény
| #  | Csapat                 | J  | Gy | D  | V  | Rg | Kg | Gk  | P  | Megjegyzés          |
| -- | ---------------------- | -- | -- | -- | -- | -- | -- | --- | -- | ------------------- |
| 1  | Bp. Vörös Lobogó       | 26 | 22 | 2  | 2  | 92 | 28 | +64 | 46 | Bajnok              |
| 2  | Budapesti Honvéd SE    | 26 | 19 | 5  | 2  | 86 | 27 | +59 | 43 |                     |
| 3  | Vasas SC               | 26 | 14 | 4  | 8  | 62 | 37 | +25 | 32 |                     |
| 4  | Bp. Dózsa              | 26 | 11 | 8  | 7  | 54 | 42 | +12 | 30 |                     |
| 5  | Bp. Kinizsi            | 26 | 11 | 8  | 7  | 37 | 32 | +5  | 30 |                     |
| 6  | Győri Vasas            | 26 | 8  | 10 | 8  | 41 | 46 | -5  | 26 |                     |
| 7  | Szombathelyi Lokomotív | 26 | 11 | 4  | 11 | 38 | 54 | -16 | 26 |                     |
| 8  | Szegedi Honvéd         | 26 | 8  | 7  | 11 | 31 | 42 | -11 | 23 |                     |
| 9  | Salgótarjáni BTC       | 26 | 8  | 7  | 11 | 32 | 46 | -14 | 23 |                     |
| 10 | Dorogi Bányász         | 26 | 7  | 7  | 12 | 36 | 48 | -12 | 21 |                     |
| 11 | Csepel SC              | 26 | 6  | 8  | 12 | 50 | 54 | -4  | 20 |                     |
| 12 | Sztálin Vasmű Építők   | 26 | 5  | 9  | 12 | 32 | 49 | -17 | 19 |                     |
| 13 | Bp. Postás             | 26 | 3  | 8  | 15 | 18 | 60 | -42 | 14 | Kiesett az NB II-be |
| 14 | SORTEX                 | 26 | 1  | 9  | 16 | 20 | 64 | -44 | 11 | Kiesett az NB II-be |

#### Eredmények összesítése
Az alábbi táblázatban összesítve szerepelnek a Bp. Kinizsi 1953-as bajnokságban elért eredményei.
| Ősz/tavasz (forduló)   | Otthon | Otthon | Otthon | Otthon | Otthon | Otthon | Otthon | Idegenben | Idegenben | Idegenben | Idegenben | Idegenben | Idegenben | Idegenben |
| Ősz/tavasz (forduló)   | M      | GY     | D      | V      | LG–KG  | GK     | P      | M         | GY        | D         | V         | LG–KG     | GK        | P         |
| ---------------------- | ------ | ------ | ------ | ------ | ------ | ------ | ------ | --------- | --------- | --------- | --------- | --------- | --------- | --------- |
| Tavaszi szezon (1–13.) | 7      | 2      | 2      | 3      | 13–13  | 0      | 6      | 6         | 4         | 1         | 1         | 6–6       | 0         | 9         |
| Őszi szezon (14–26.)   | 6      | 3      | 2      | 1      | 11–5   | +6     | 8      | 7         | 2         | 3         | 2         | 7–8       | –1        | 7         |
| Összesen (1–26.)       | 13     | 5      | 4      | 4      | 24–18  | +6     | 14     | 13        | 6         | 4         | 3         | 13–14     | –1        | 16        |

### Magyar kupa
| 1953. február 22. |

| Vasas Ganz-Vagon | 1 – 1       | Bp. Kinizsi |
| ---------------- | ----------- | ----------- |
|                  | Jegyzőkönyv | Mátrai      |

| Budapest |

| 1953. március 1. |

| Bp. Kinizsi | 1 – 2 | Csepeli Vasas |
| ----------- | ----- | ------------- |
| Mátrai      |       |               |

| Üllői út, Budapest |

### Egyéb mérkőzések
| 1953. július 12. |

| Lengyel hadsereg válogatottja | 1 – 4       | Bp. Kinizsi                   |
| ----------------------------- | ----------- | ----------------------------- |
|                               | Jegyzőkönyv | Csoknyai Kispéter Orosz Rudas |

| Varsó |

| 1953. július 19. |

| Unia | 1 – 2       | Bp. Kinizsi |
| ---- | ----------- | ----------- |
|      | Jegyzőkönyv | Rudas Hári  |

| Chorzów |

| 1953. július 22. |

| Gwardia K. | 2 – 2       | Bp. Kinizsi |
| ---------- | ----------- | ----------- |
|            | Jegyzőkönyv | Mátrai      |

| Krakkó |

| 1953. augusztus 1. |

| Sztálin Vasmű Építők | 1 – 0               | Bp. Kinizsi |
| -------------------- | ------------------- | ----------- |
| Király 40'           | (1 – 0) Jegyzőkönyv |             |

| Budapest Nézőszám: 18 000 Játékvezető: Bihari (magyar) |

## Külső hivatkozások
- A csapat hivatalos honlapja (magyarul)
- Az 1953-as szezon menetrendje a tempofradi.hu-n (magyarul)